# Landesregierung Pühringer IV
Die Landesregierung Pühringer IV bildete die Oberösterreichische Landesregierung in der XXVII. Gesetzgebungsperiode (2009 bis 2015). Die Landesregierung wurde am 23. Oktober 2009 vom Oberösterreichischen Landtag gewählt und in der Folge angelobt. Auf Grund des Proporzsystems sind alle Landtagsfraktionen auch in der Landesregierung vertreten.
Bei der Landtagswahl 2009 hatte die Österreichische Volkspartei (ÖVP) 5 von 9 Regierungssitzen erreicht und damit ein Regierungsmitglied gewonnen. Dadurch erzielte die ÖVP erstmals seit 1991 wieder eine absolute Mehrheit in der Landesregierung. Die Sozialdemokratische Partei Österreichs (SPÖ) verlor hingegen zwei ihrer ehemals vier Regierungsmandate und stellt in der Folge anstatt des 1. Landeshauptmann-Stellvertreters nur noch den 2. Landeshauptmann-Stellvertreter. Die Freiheitliche Partei Österreichs (FPÖ) konnte nach den schweren Verlusten 2003 mit einem Regierungsmitglied wieder in die Landesregierung einziehen, während Die Grünen Oberösterreich (Grüne) ihren Regierungssitz knapp halten konnten. Wie 2003 schlossen ÖVP und Grüne nach der Wahl ein Arbeitsübereinkommen ab. 
Im Oktober 2010 schied Landesrat Stockinger aufgrund eines Wechsels in die Versicherungswirtschaft aus der Landesregierung aus. Seine Aufgabenbereiche übernahm Großteils Landesrat Hiegelsberger, Kinderbetreuung Landesrätin Hummer und Entwicklungshilfe im Ausland Landeshauptmann Pühringer.

## Regierungsmitglieder
| Amt                                                     | Name                     | Partei | Aufgabengruppen |
| ------------------------------------------------------- | ------------------------ | ------ | --- |
| Landeshauptmann                                         | Josef Pühringer          | ÖVP    | Finanzen, Kultur, Gesundheit |
| Landeshauptmann-Stellvertreter                          | Franz Hiesl              | ÖVP    | Baureferat, Personal, Familien, Pflege- und Betreuungszentren                                                                             |
| Landeshauptmann-Stellvertreter                          | Reinhold Entholzer       | SPÖ    | Soziales, Gemeinden (gemeinsam mit Stockinger/Hiegelsberger), Fremdenrecht, seit 23. Jänner 2014, zuvor Verkehrslandesrat ab 10. Mai 2012 |
| Landesrätin                                             | Doris Hummer             | ÖVP    | Bildung, Wissenschaft, Forschung, Jugend und Frauen                                                                                       |
| Landesrat                                               | Michael Strugl           | ÖVP    | Wirtschaft, Sport, seit 18. April 2013 |
| Landesrat                                               | Maximilian Hiegelsberger | ÖVP    | Agrar, Gemeinden, seit 7. Oktober 2010 |
| Landesrat                                               | Gertraud Jahn            | SPÖ    | Soziales und Jugendwohlfahrt, seit 23. Jänner 2014                                                                                        |
| Landesrat                                               | Manfred Haimbuchner      | FPÖ    | Wohnbau, Naturschutz, Sparkassenaufsicht                                                                                                  |
| Landesrat                                               | Rudolf Anschober         | Grüne  | Umwelt, Energie |
| Vorzeitig ausgeschiedene Mitglieder der Landesregierung |                          |        | |
| Landesrat                                               | Josef Stockinger         | ÖVP    | Agrar, Gemeinden und Kinderbetreuung, bis 7. Oktober 2010                                                                                 |
| Landesrat                                               | Hermann Kepplinger       | SPÖ    | Verkehr, bis 10. Mai 2012 |
| Landesrat                                               | Viktor Sigl              | ÖVP    | Wirtschaft, Sport, bis 18. April 2013 |
| Landeshauptmann-Stellvertreter                          | Josef Ackerl             | SPÖ    | Soziales, Gemeinden (gemeinsam mit Stockinger/Hiegelsberger), Fremdenrecht, bis 23. Jänner 2014                                           |